# Sztandar Prezydenta Republiki Słowackiej
Sztandar Prezydenta Republiki Słowackiej (słow. Štandarda prezidenta Slovenskej republiky) – symbol urzędu prezydenta Słowacji. Jest nim kwadratowy płat tkaniny barwy czerwonej z wizerunkiem godła państwowego obramowany trójkolorowymi pasami w skos. Sztandarem prezydenta oznacza się stałą i czasową siedzibę prezydenta. Przysługuje również osobom czasowo pełniącym obowiązki.

## Historia
Pierwszy sztandar prezydenta Słowacji został wprowadzony w okresie prezydentury Jozefa Tiso ustawą nr 263 z dnia 19 października 1939 o Sztandarze Prezydenta Republiki Słowackiej. Zgodnie z nią sztandar był płatem białej tkaniny z wyhaftowanym pośrodku herbem państwowym. Pod nim umieszczony był złoty napis VERNÍ SEBE SVORNE NAPRED (Wierni sobie zgodnie naprzód). W każdym narożniku znajdowała się heraldyczna róża przecięte złotymi strzałami, których groty wskazywały górny róg przy drzewcach. Na każdym boku pomiędzy różami znajdowały się trzy czerwone podwójne krzyże z ramionami równej długości. Całość ozdobiona jest złotymi obszyciami oraz niebieską wstążką układającą się w kształt równoramiennego krzyża . Róże w narożnikach zostały zapożyczone z herbu Rużomberku, zaś dewiza była osobistym mottem Jozefa Tiso. Sztandar przestał być używany z chwilą likwidacji państwa 8 maja 1945 roku.
Po ponownym utworzeniu Republiki Słowackiej 1 stycznia 1993 roku Rada Narodowa 19 stycznia przyjęła ustawę wprowadzającą na nowo sztandar prezydenta według nowego wzoru .
Swoje sztandary mieli również Prezydenci Czechosłowacji w latach 1918–1939 i 1945–1960, w latach 1960–1990 oraz w latach 1990–1992, w których wykorzystane były symbole Słowacji .

## Opis
Wygląd sztandaru reguluje § 2 ust. 1 ustawy o sztandarze Prezydenta Republiki Słowackiej z 1993 roku.

(1) Sztandar Prezydenta Republiki Słowackiej ma postać czerwonego kwadratu, z którego dolnej krawędzi wyrasta niebieskie trójwzgórze z białym podwójnym krzyżem w proporcjach herbu państwowego Republiki Słowackiej. Biało-niebiesko-czerwone obramowanie wychodzi białą barwą z górnego narożnika sztandaru przy drzewcach. Kontury rysunku są srebrne, srebrna linia otacza czerwony kwadrat i cały sztandar

(2) Barwne przedstawienie graficzne sztandaru Prezydenta Republiki Słowackiej stanowi załącznik do niniejszej ustawy.

## Wykorzystanie
Sztandar Prezydenta wykorzystywany jest do oznaczenia siedziby stałej i czasowej prezydenta. Sztandar wykorzystywany jest też przy wykonywaniu obowiązków przez prezydenta. Podczas przyjmowania oficjalnych wizyt przez prezydenta jeden z pocztów sztandarowych wystawianych przez prezydencką Straż Honorową asystuje właśnie temu sztandarowi. Jest on też elementem logo prezydenta i jego kancelarii .

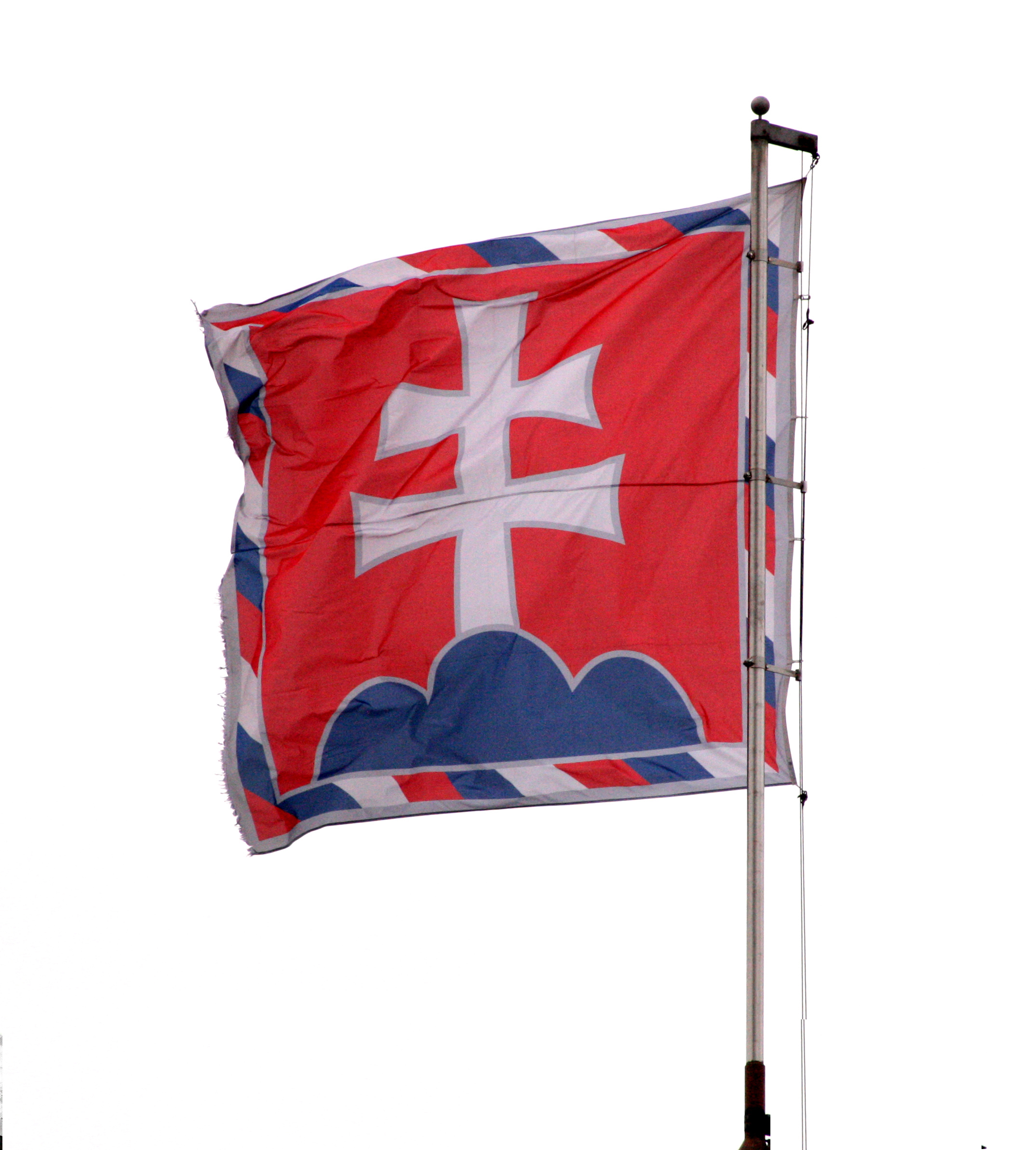
Sztandar wciągnięty na maszt
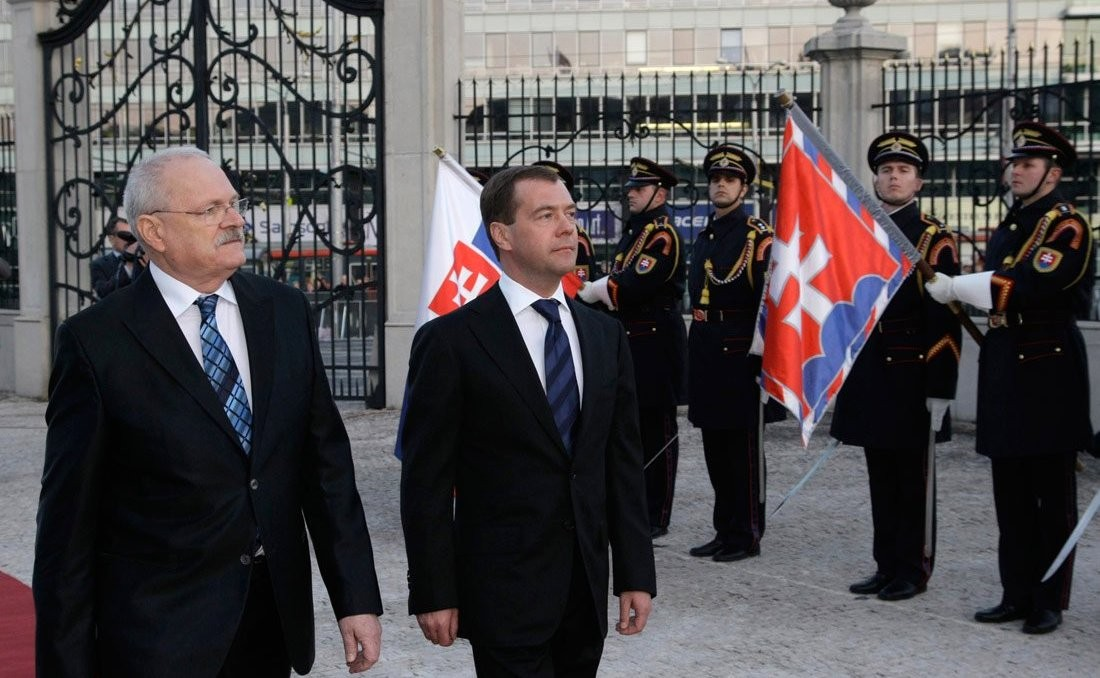
Poczet Straży Honorowej podczas wizyty Dmitrija Miedwiediewa (obok prezydenta Ivana Gašparoviča)